# Earl Campbell
(Neill Armstrong)
Earl Christian Campbell (Tyler, 29 marzo 1955) è un ex giocatore di football americano statunitense che ha giocato nel ruolo di running back per gli Houston Oilers ed i New Orleans Saints della National Football League (NFL).
Scelto come prima scelta assoluta del Draft NFL 1978 dagli Oilers, in precedenza aveva giocato a football per i Longhorns dell'Università del Texas.
Considerato uno dei running back più forti nella storia del football, sia che si parli di NCAA o che si parli di NFL, assieme a Paul Hornung ed O.J. Simpson è l'unico vincitore dell'Heisman Trophy ad esser stato selezionato come prima scelta assoluta al Draft NFL ed indotto sia nella Pro Football Hall of Fame che nella College Football Hall of Fame, ed è inoltre assieme ad Hornung, Simpson, Marcus Allen e Barry Sanders, tra i soli 5 giocatori che hanno vinto sia l'Heisman Trophy che il premio di MVP della NFL, rispettivamente i massimi riconoscimenti a livello individuale del football collegiale e professionistico.
Soprannominato The Tyler Rose (it. La Rosa di Tyler) per via della provenienza da Tyler, sua città natale nota a sua volta come la Capitale delle rose della Nazione per via della coltivazione di rose su vasta scala, nel 1981 Campbell è stato nominato Official State Hero Of Texas (it. Eroe ufficiale dello stato del Texas) dal governo dello Stato del Texas, solamente il quarto texano nella storia a conseguire quest'altissima onorificenza dopo celebri patrioti come Davy Crockett, Stephen F. Austin e Sam Houston.

## Primi anni
Nato a Tyler, sesto di undici figli nati dal matrimonio tra B.C. ed Ann Campbell, Earl dovette ben presto fare i conti con una situazione familiare non agiata, dopo che suo padre, coltivatore di rose come molti a Tyler, venne a mancare per un attacco di cuore quando Earl aveva solo 11 anni. Sua madre prese in mano la guida della famiglia continuando a coltivare rose nel campo di famiglia e lavorando come domestica alcuni giorni a settimana, ma nel frattempo era fermamente determinata a dare ai suoi figli un solido futuro dopo aver impartito loro un'educazione secondo i principi del credo cristiano, da buona osservante qual era. In particolar modo ella era particolarmente apprensiva col turbolento ma atleticamente dotato Earl al quale, preso da parte dopo la sospensione per motivi disciplinari prima dell'ultima gara da junior ai tempi della Tyler High School, rammentò che, se affrontato più seriamente, il mestiere di giocatore di football americano avrebbe potuto essere un domani estremamente remunerativo.
Campbell stravedeva per la stella dei Chicago Bears Dick Butkus, e come lui voleva giocare a tutti i costi nel ruolo di middle linebacker, tanto che quando l'allenatore lo spostò nel ruolo di running back lui faceva cadere ogni volta l'ovale di proposito dopo aver superato la linea di scrimmage, cercando così di sabotare la scelta del coach che alla fine si vide costretto a proporgli di giocare sia in attacco che in difesa per riuscire a schierarlo con successo dietro il quarterback. Così dopo esser stato All-American middle linebacker nel 1972, l'anno seguente che era anche l'ultimo in high school, giocando a tempo pieno come running back guidò gli imbattuti John Tyler Lions al Texas State 4A championship correndo per più di 200 yard nella finale valevole per il titolo e chiudendo la stagione ad una superlativa media di 225 yard corse a partita per un totale di 2 224 yard e 28 touchdown. La vittoria, come ricorda lo stesso Campbell, servì ad unire una città che agli inizi degli anni settanta faceva ancora fatica a superare le barriere ideologiche della segregazione razziale.

## Carriera universitaria

### Il reclutamento
Le prestazioni fatte registrare da Campbell durante gli anni dell'high school, attirarono l'attenzione degli scout universitari dell'intera nazione che avrebbero fatto carte false per assicurarsi le sue prestazioni, ma Campbell, per non allontanarsi troppo dalla famiglia, alla fine restrinse la scelta tra l'Università del Texas e la vicina Università dell'Oklahoma in una rosa di candidate che inizialmente includeva anche Baylor University, Università dell'Arkansas ed Università di Houston. Indeciso sino all'ultimo su quale delle due università far ricadere la propria scelta, egli si rimise al volere divino la notte antecedente il National Signing Day: "Dio" - furono le sue testuali parole - "se la tua volontà è quella che io frequenti l'Università del Texas, allora durante la notte andrò in bagno a far pipì. Altrimenti, se avrò dormito durante la notte, allora saprò che la tua scelta per me sarà l'Università dell'Oklahoma".

### 1974-76: Le prime stagioni
Nella sua prima partita con la maglia dei Longhorns, Campbell corse per 85 yard in 13 portate contro Boston College, quindi corse un paio di partite da 50 yard prima di rompere definitivamente il ghiaccio nel match che vedeva Texas opposta a Washington, contro cui Campbell corse per 125 yard ed un touchdown. In quella stagione egli corse per più di 100 yard in altre 3 partite, totalizzando 928 yard e 6 touchdown su corsa che gli valsero il premio di Southwest Conference Newcomer of the Year e l'inserimento nel First-team All-SWC.
L'anno seguente come sophomore, Campbell corse per 1 118 yard e 13 touchdown, venendo per la prima volta inserito nel First-team All-American e per la seconda stagione consecutiva nel First-team All-SWC. Egli aiutò Texas a conseguire un record di 10-2 e ad ottenere un piazzamento al sesto posto a livello nazionale nel poll dell'Associated Press. Quell'anno arrivò per Texas anche la prima ed unica vittoria ad un bowl durante la militanza tra le file dei Longhorns di Campbell, che tra l'altro portò a casa anche il premio come giocatore offensivo della partita, vinta 38-21 su Colorado.
Nel 1976 Campbell cominciò a dover fare i conti con gli infortuni che molto segneranno in seguito la sua carriera tra i professionisti. Fu un problema ai muscoli ischiocrurali che lo tenne fuori per quattro partite, dopo che nelle prime 6 gare della stagione aveva già accumulato 522 yard ed un touchdown su corsa, giocando già questi incontri con i primi fastidi ai muscoli della gamba. Egli rientrò in tempo per disputare l'ultima gara dell'anno contro Arkansas, nella quale mise a referto 131 yard e 2 touchdown, ma la stagione dei Longhorns era stata oramai compromessa dall'assenza del loro giocatore più importante, che non permise loro di fare meglio un 5-5-1. In questa difficile stagione Campbell ebbe comunque modo di mettere in mostra la sua classe cristallina, disputando per la prima volta da quando entrato al college una gara da più di 200 yard nella settimana 2, quando contro North Texas corse per 208 yard ed un touchdown.

### 1977: La vittoria dell'Heisman Trophy
La stagione 1976 lasciò strascichi non solo sul fisico di Campbell ma anche in seno alla squadra. Il capo-allenatore Darrell Royal venne infatti messo alla gogna mediatica per la stagione deludente appena conclusasi ed in particolar modo furono posti dubbi sulla sua capacità di relazionarsi con ragazzi molto più giovani di lui. Nonostante l'appoggio ricevuto da tifosi e giocatori, Campbell incluso, Royal alla fine decise che era arrivato il momento di farsi da parte e si dimise. Il suo posto venne preso da Fred Akers, il quale parlando con Campbell in un colloquio privato gli confidò che era sua intenzione cambiare il sistema offensivo dei Longhorns, passando dal wishbone attack alla straight-back formation, che avrebbe coinvolto molto di più il running back nella manovra d'attacco, nell'ordine delle 35-40 portate per match. A Campbell, che era ovviamente entusiasta dell'introduzione tecnica avendo già giocato nella straight-back ai tempi della John Tyler HS con eccelsi risultati, Akers inoltre chiese anche di perdere peso, passando dalle 245 libbre che Earl faceva segnare in quel momento, a circa 220, peso forma ritenuto ideale per poter essere performante nel nuovo sistema offensivo.
Nonostante fosse lui il primo a non pensare di potercela fare a raggiungere la quota prefissata, Campbell si presentò al primo match stagionale facendo fermare l'ago della bilancia a 220 libbre esatte. In tale match egli condusse Texas ad una netta vittoria per 44-0 su Boston College, correndo per 87 yard ed un touchdown e ricevendo un passaggio da 15 yard. Fu quella la prima ed unica partita che Campbell chiuse con meno 100 yard corse nella sua stagione da senior. Non solo, facendo valere la propria fisicità, meno imbrigliata con la straight-back formation, arrivò a sfondare anche il muro delle 200 yard su corsa in due occasioni: nella settimana 6 quando con 213 yard ed un touchdown (su corsa da 58 yard) aiutò Texas a battere SMU per 30-14, e nella settimana 11 quando contro Texas A&M stabilì il proprio primato personale di 222 yard su corsa e 282 yard corse dalla linea di scrimmage, segnando 3 touchdown su corsa e ricevendo un touchdown da 60 yard. Texas era a quel punto della stagione imbattuta (11-0 il record), e dopo aver conquistato il Southwest Conference Championship si presentò al Cotton Bowl da favorita nei confronti di Notre Dame. Campbell da parte sua allungò il proprio ruolino di marcia a 11 incontri consecutivi corsi al di sopra delle 100 yard, correndone 116 in 29 portate, ma ad avere la meglio furono i Fighting Irish che si imposero per 38-10 facendo loro il Bowl ed insieme il titolo NCAA.
A livello personale, quella di Campbell fu comunque una stagione indimenticabile nella storia del football collegiale: forte di un ruolino di marcia che recitava 1 744 yard corse in 11 gare per 18 touchdown, ben 800 delle quali guadagnate dopo un contatto con l'avversario, la Rosa di Tyler fece incetta di premi arrivando alla vigilia dell'assegnazione dell'Heisman Trophy come uno dei principali favoriti. Il premio tra l'altro veniva per la prima volta assegnato in una serata di gala in stile notte degli Oscar e numerosi erano i premi sportivi annunciati così come diverse erano le stelle dello sport a stelle e strisce presenti. L'evento inoltre ebbe un'eco mediatica accresciuta dalla trasmissione in diretta nazionale.
Il penultimo premio ad essere annunciato era quello per il miglior running back a livello collegiale: Earl sperava che il suo nome non venisse pronunciato, perché era certo in cuor suo che in caso contrario gli sarebbe stata preclusa l'assegnazione dell'Heisman. Così, quando Reggie Jackson fece il suo nome, Campbell rimase come impietrito e dopo aver accettato il premio si recò nel backstage dove una voce gli disse: "Guarda che è meglio che torni al tuo posto, c'è ancora un importante premio da assegnare.". Seguendo il consiglio della voce, che non aveva ancora realizzato essere quella di O.J. Simpson, anch'egli annunciatore dei premi per l'occasione, Campbell stava cominciando a tornare al suo posto quando Jay Berwanger lo nominò vincitore dell'Heisman Trophy. Egli allora fece ritorno sul palco premiazione, mentre l'orchestra cominciava ad intonare "The Eyes of Texas" (l'inno dell'Università del Texas), ed accettando il premio concluse: "Io rappresenterò quel che un vincitore dell'Heisman Trophy dovrebbe essere. Grazie mille.".

## Carriera professionistica

### Houston Oilers
La stagione 1977 lo proiettò evidentemente in cima alla lista delle preferenze delle franchigie della NFL in vista del Draft NFL 1978, in particolar modo in cima a quella degli Houston Oilers che volevano a tutti i costi assicurarsi il nuovo beniamino del Texas per dare una nuova dimensione al loro gioco su corsa. Tuttavia gli Oilers erano in possesso della 17ª scelta assoluta e per poter arrivare a Campbell, avevano evidentemente bisogno di fare trade-up. Trade-up che si concretizzò con i Tampa Bay Buccaneers, ai quali vennero ceduti il tight end Jimmie Giles, le scelte al primo (17ª assoluta) e secondo giro (44ª assoluta) del Draft NFL 1978 e quelle al terzo e quinto giro del Draft NFL 1979, per avere in cambio la 1ª scelta assoluta utile per selezionare Campbell, che il 2 maggio 1978 divenne ufficialmente un giocatore degli Houston Oilers.
Con la squadra texana egli firmò un contratto di sei anni del valore di 1,4 milioni di dollari e passò dal numero 20 indossato ai tempi dei Longhorns al 34. Un suo neo-compagno di squadra, Bill Currier, indossava il numero 20 ed aveva sentito che l'anno precedente il running back dei Dallas Cowboys Tony Dorsett aveva pagato una somma in denaro ad un compagno di squadra per avere in cambio il numero di maglia indossato al college. Così pensò di fare la stessa cosa, chiedendo a Campbell 15 000 dollari in cambio del proprio numero 20. Ma Campbell, che non ha mai avuto una venerazione per un determinato numero a differenza di molti giocatori, si mise a ridere e gli rispose: "Non ho bisogno di alcun numero in questa maniera. Coach Bum Phillips mi ha detto che qualora lo volessi me lo darebbe. Io gli ho risposto che nessun numero mi ha mai portato in end zone.".
Earl inoltre ai tempi del college, promise alla madre che le avrebbe regalato una nuova casa se fosse stato abbastanza bravo a Texas, da poter giocare un domani tra i pro. Così, dopo aver firmato il ricco contratto con gli Oilers, egli tenne fede alla promessa fatta e la domenica di Pasqua, al termine della stagione da rookie di suo figlio, Ann Campbell e due dei suoi undici figli si trasferirono in una casa di mattoni, in stile ranch, con 4 camere da letto, un vialetto lastricato semicircolare ed un garage a due posti.

#### 1978: Giocatore e Rookie offensivo dell'Anno
L'impatto di Campbell in NFL fu immediato e nel contempo eccezionale. Nella gara del debutto egli mise subito a referto 15 portate per 137 yard ed un touchdown, nella gara persa dagli Oilers contro gli Atlanta Falcons 14-20. In quella partita Campbell fu protagonista di un episodio curioso: dopo aver ricevuto un passaggio corto dal quarterback Dan Pastorini egli corse per 73 yard e segnando un touchdown. Inizialmente fu accreditato di un touchdown su ricezione dagli statistici, ma in seguito, grazie ad una revisione della giocata ci si accorse che il passaggio non era in avanti ma indietro, il che significava che la giocata come un passaggio laterale, portando quindi la produzione totale di Campbell nel match a 137 yard corse. La settimana seguente continuò a impressionare, chiudendo la seconda gara consecutiva al di sopra delle 100 yard corse (107), conducendo Houston ad una vittoria per 20-17 sui Kansas City Chiefs con 2 touchdown su corsa.
Nel prosieguo di stagione Campbell arrivò a correre oltre le 100 yard in altre 5 occasioni nelle prime 13 gare della stagione regolare (in verità ne disputò 12 saltando il match contro i Cleveland Browns per il solito problema ai muscoli ischiocrurali), eguagliando il record di partite da 100 yard corse nella stagione da rookie stabilito da Don Woods e Franco Harris, ed arrivando a sfiorare le 200 in un memorabile Monday Night Football vinto dagli Houston Oilers, oramai ribattezzati Houston Earlers dai tifosi, 35-30 sui Miami Dolphins, contro i quali Earl "si fermò" a quota 199 yard corse e segnò ben 4 touchdown. Quel match venne considerato come l'inizio della Luv Ya Blue Era.
Quando ancora mancavano 3 partite alla fine della stagione regolare E.C., come venne chiamato sin dal primo scambio di battute da Bum Phillips, era non solo il chiaro favorito nella corsa al premio di rookie offensivo dell'anno ma era anche il candidato principale per il premio di MVP della NFL assieme al quarterback dei Pittsburgh Steelers Terry Bradshaw. Egli aveva inoltre già ampiamente superato il record di yard corse da un rookie ritoccato nel 1974 da Woods.
Nelle ultime tre partite la sua produzione scese leggermente tanto che contro Steelers, New Orleans Saints e San Diego Chargers corse complessivamente per 185 yard segnando tuttavia un importante touchdown nel penultimo incontro della stagione regolare, nel quale Houston andò a vincere a New Orleans per 17-12, raggiungendo così le 10 vittorie (10-6 il record finale) sufficienti per accedere ai playoff. Houston non accedeva ai playoff dal 1969, ultima stagione del campionato AFL. Nelle prime due partite di post-season Campbell corse complessivamente per 202 yard, segnando un touchdown sia contro i Miami Dolphins che contro i New England Patriots, ma ad un passo dalla prima finale di Super Bowl della franchigia, gli Oilers impattarono contro gli Steelers che li sconfissero 34-5 nell'AFC Championship Game.
Nonostante la delusione per la sconfitta, il 1978 fu comunque un successo personale per la Rosa di Tyler, che fu nominato MVP della NFL (da Pro Football Writers of America e Newspaper Enterprise Association ma non dall'Associated Press), Giocatore offensivo dell'Anno della NFL, Rookie offensivo dell'Anno della NFL, fu inserito nel First-team All-Pro dall'Associated Press, convocato per il Pro Bowl e fu il primo rookie a guidare la lega in yard corse (1.450 il totale della stagione regolare) dal 1957, anno in cui a primeggiare fu il grande Jim Brown.

#### 1979: MVP della NFL
Campbell si presentò alla prima gara della stagione 1979 in piena forma, guidando gli Oilers ad una vittoria per 29-27 in casa dei Washington Redskins con una prestazione da 166 yard corse e 2 touchdown, segnando con una corsa da 3 yard la marcatura che decise l'incontro a due minuti dalla fine, mentre la settimana seguente corse ad un minimo in carriera di 38 yard in 16 portate contro gli Steelers.
Campbell comunque si riprese già a partire dalla settimana 3, quando mise a referto la 2ª di 11 gare chiuse al di sopra delle 100 yard corse. Particolarmente degne di nota (e decisive per l'esito delle rispettive partite) furono le prestazioni contro i Cincinnati Bengals, ai danni dei quali a Cincinnati mise a referto 158 yard ed un touchdown su corsa nella vittoria per 30-27, e contro i Baltimore Colts a Baltimora, dove Campbell con 3 touchdown e 146 yard corse contribuì al 28-16 finale che portò gli Oilers sul momentaneo record di 5-2. Ma fu probabilmente la prestazione nel match in programma il Giorno del Ringraziamento contro i Dallas Cowboys, nella quale trascinò Houston ad una vittoria per 30-24 con 195 yard corse e 2 touchdown, quella più memorabile del suo 1979.
Grazie alle sue prestazioni, quell'anno gli Oilers conseguirono un record di 11-5, accedendo per il secondo anno consecutivo ai playoff. Nel primo incontro Campbell contribuì con 50 yard ed un touchdown su corsa al 13-7 finale contro i Denver Broncos e dopo aver saltato l'AFC Divisional Game contro i San Diego Chargers, andò a sbattere ancora una volta contro la famigerata Steel Curtain degli Steelers. Nella finale di conference l'eccezionale difesa allestita da Chuck Noll limitò Campbell ad un nuovo minimo in carriera di 15 yard corse in 17 portate, contribuendo così in maniera determinante alla sconfitta degli Oilers per 13-27. "Ascolta, se Earl avesse corso bene con la palla, noi non avremmo vinto la partita", furono le parole di Joe Greene, "Io ero al 100%, ma sfortunatamente lo erano anche gli Steelers. Correre contro questa squadra non è come correre contro qualsiasi altra. Spuntano fuori così velocemente che non hai tempo di trovare un buco [in cui infilarti]. Il loro inseguimento è come una corsa contro 15 ragazzi", il pensiero di Campbell.
Ad ogni modo, come l'anno precedente, Campbell fece incetta di premi e riconoscimenti al termine della stagione, conquistando in particolare il premio di MVP della NFL assegnato dall'AP che gli era sfuggito nella stagione precedente e laureandosi per la seconda stagione consecutiva leader in yard corse della NFL, con un ruolino di marcia che recitava 1 697 yard e 19 touchdown su corsa complessivi nell'arco dei 16 incontri di stagione regolare.

#### 1980: Terza affermazione consecutiva alla guida della lega in yard corse
Campbell non diede segni di cedimento dopo due stagioni già molto logoranti, ma al contrario continuò a progredire nella stagione 1980. In realtà la stella degli Oilers ebbe una partenza non facile, faticando nel primo incontro della stagione contro i soliti Steelers, ai danni dei quali corse per 58 yard ed un touchdown, e contro i Colts, contro i quali corse per un nuovo minimo di 11 yard in carriera. Dopo aver saltato il secondo incontro in carriera, vinto dagli Oilers 13-10 a Cincinnati, contro i Seahawks corse ancora per 50 yard in 12 portate.
Da quel momento in poi iniziò il suo inarrestabile inseguimento alla terza palma consecutiva di leader della NFL in yard corse, partendo da Kansas City, dove contro i Chiefs corse per 178 yard ed un touchdown, non sufficienti agli Oilers per aver ragione dei padroni di casa, capaci di imporsi per 21-20. In seguito arrivò a correre per oltre 200 yard in ben 4 gare, un record NFL: nella settimana 7 contro i Tampa Bay Buccaneers, ai danni dei quali mise a referto 203 yard corse, la settimana seguente contro i Bengals ad Houston, dove corse per 202 yard e due touchdown, nella settimana 11 contro i Chicago Bears, 206 le yard messe a referto, miglior risultato in carriera, e contro i Minnesota Vikings nell'ultimo incontro della stagione, nel quale corse per 203 yard ed un touchdown.
Ancora una volta egli riuscì a guidare Houston ai playoff, ma questa volta furono gli Oakland Raiders l'ostacolo insuperabile degli Oilers: in quella partita Campbell corse per 91 yard e mise a segno l'unica marcatura della sua squadra (27-7 il risultato finale), ma al di là dei numeri non fu mai un fattore nell'arco dell'incontro. A livello personale per Campbell fu un'altra stagione ricca di soddisfazioni: forte di ben 1 934 yard corse durante la stagione regolare (a quel momento secondo miglior risultato di tutti i tempi dietro solo le 2 003 yard corse da O.J. Simpson nel 1973), egli fu il primo giocatore a vincere per 3 volte (consecutive) il premio di Giocatore offensivo dell'Anno della NFL, fu per il terzo anno consecutivo eletto MVP della NFL dalla Newspaper Enterprise Association e fu per il terzo anno consecutivo leader della NFL in yard corse, un'impresa centrata in precedenza solo da Jim Brown.

#### 1981-84: Il progressivo declino
Dopo l'ennesimo insuccesso ai playoff (in tutte e tre le stagioni persero con i futuri vincitori del Super Bowl), Bum Phillips venne sollevato dall'incarico il 31 dicembre 1980 in quello che passò alla storia tra i fans degli Oilers come The New Year's Massacre (it. Il Massacro del Nuovo Anno), e la guida degli Oilers venne affidata da Bud Adams all'assistente allenatore Ed Biles. Biles optò per l'infausta scelta di abbandonare la single back formation ed adottare un pro-set offense con due split back, e chiese a Campbell di ricevere maggiormente fuori dal backfield. "Speriamo di allargare il nostro gioco su corsa e mettere Earl nella condizione di fare altre cose. Raramente può un solo giocatore controllare la partita. Earl giocherà ancora un ruolo importante nei nostri piani, ma non costituirà l'intero attacco." furono le parole di Biles.
Campbell iniziò bene la stagione correndo per 122 yard in 27 portate nel match vinto dagli Oilers 27-20 contro i Los Angeles Rams, ma quella fu la prima di sole 3 gare in cui corse per 100 o più yard, a fronte delle 7 nella stagione del debutto, delle 11 del 1979 e delle 10 messe a referto nella stagione precedente. Egli corse al di sotto di tale cifra in ognuna delle ultime 10 gare della stagione regolare e gli Oilers chiusero con un record di 7-9 mancando dopo 3 anni l'accesso ai playoff. Inoltre come risultato del nuovo impiego nello scacchiere tattico dell'attacco di Houston, Campbell totalizzò 36 ricezioni, lo stesso numero accumulato nelle intere 3 stagioni precedenti, mentre le 2 003 yard e 10 touchdown totalizzati su corsa furono sufficienti per strappare la quarta convocazione consecutiva al Pro Bowl ma non l'inserimento nelle formazioni All-Pro né tanto meno la quarta palma di leader della NFL in yard corse.
Ancora peggio andò nel 1982 quando, complice anche lo sciopero dei giocatori e il conseguente accorciamento della stagione regolare a 9 partite, Campbell totalizzò appena 538 yard corse, risultato che per la prima volta in carriera lo fece balzar fuori dalla classifica dei 10 migliori running back della lega. In quella stagione l'unica gara corsa al di sopra delle 100 yard fu quella contro Seattle, che non a caso fu l'unica vittoria degli Oilers in quella stagione. Campbell guidò i suoi con 30 portate per 142 yard e segnò il touchdown nel drive decisivo con una corsa da 12 yard. Nelle seguenti partite gli Oilers rimediarono solo sconfitte e Campbell non corse mai per più di 66 yard.
Nel 1983 Campbell tornò a correre ad alti livelli, nonostante un'altra stagione fallimentare per Houston chiusa sul 2-14. Egli come nelle prime stagioni tornò a correre per 100 o più yard in 7 gare e tornò a ricevere la convocazione per il Pro Bowl (quinta ed ultima in carriera) dopo aver totalizzato 1 301 yard su corsa e 12 touchdown che lo proiettarono al 7º posto tra i migliori running back della lega in tale stagione. A dir la verità il bottino sarebbe potuto essere anche più cospicuo, ma saltò la gara di settimana 2 contro i Raiders per un problema al ginocchio rimediato nel primo match della stagione (perso da Houston 41-39 nonostante una prestazione di Campbell da 123 yard corse e 3 touchdown), e la gara di settimana 9 contro i Browns. Inoltre, già nel mese di novembre, la stella degli Oilers aveva fatto registrare le prime avvisaglie di malcontento per la situazione in cui versava la squadra, chiedendo per la prima volta la cessione nel suo show televisivo: "Credo che la miglior cosa sarebbe per me essere fuori di qui e giocare a football lontano da Houston", le sue parole.
Campbell comunque iniziò la stagione 1984 ancora tra le file degli Oilers, che dopo aver ingaggiato il quarterback Warren Moon si aspettavano di ritrovare la competitività delle stagioni passate. Con essi disputò le prime 6 gare della stagione regolare nelle quali però risentì del serio infortunio al ginocchio, subito durante la pre-stagione, e non venne mai schierato come titolare. Sino a quel momento egli aveva totalizzato 96 portate per 278 yard e 4 touchdown.

### New Orleans Saints
Il 9 ottobre 1984 venne ceduto ai New Orleans Saints in cambio della scelta di questi ultimi al primo giro del Draft NFL 1985: Earl venne a sapere la notizia dalla sua stazione radio preferita di musica country, mentre si trovava in macchina e tornava a casa dopo aver portato suo figlio a tagliare i capelli. Egli era amareggiato e furioso con gli Oilers, in particolar modo con Bud Adams, per non essere stato avvertito delle trattative ed aver appreso la notizia solo dalla radio. Quella notte svuotò il proprio armadietto da solo, ripensando a tutti i bei momenti vissuti nel periodo della Luv Ya Blue Era. Ad ogni modo a New Orleans si riunì a Bum Phillips, il suo storico capo-allenatore nei tempi felici di Houston, che nella conferenza stampa di annuncio al pubblico dell'avvenuta operazione disse: "Ho sempre pensato che Earl fosse un grande running back e, ovviamente, sono felice di riaverlo a disposizione. Non ho mai avuti troppi buoni giocatori. Lui ci consegna un diavolo di backfield. Dubito che lui e George [Rogers] giocheranno nello stesso backfield in troppe occasioni, ma potrebbero. Earl è un tailback da I-formation, questo è ciò che lui sa fare meglio.". Proprio per la convivenza con Rogers, Campbell chiuse la stagione 1984 con statistiche ancor più basse rispetto a quelle fatte registrare a Houston, correndo 50 volte per 190 yard e nessun touchdown.
Nel 1985, con la partenza di Rogers, Campbell trovò più spazio giocando 12 volte su 16 come titolare, ma era chiaro a tutti che la Rosa di Tyler fosse al canto del cigno della sua carriera. La sua produzione fu difatti modesta, 158 portate per 643 yard ed un solo touchdown, ma ciò non gli impedì comunque di regalare al pubblico un ultimo sprazzo della sua classe, correndo nel match vinto contro i Minnesota Vikings per 160 yard ed un touchdown in 35 portate, lui che non segnava un touchdown da quando era ancora un giocatore degli Oilers e che non aveva mai corso per 50 o più yard nelle precedenti 18 partite.
Non pago delle 9 407 yard sino a quel momento raggiunte, Campbell si presentò al training camp della stagione 1987 col desiderio di tagliare il prestigioso traguardo delle 10 000 yard corse in carriera: "Dovrei dire che è qualcosa di molto importante per me. Ma non è solo questo, io penso che sarebbe qualcosa di importante per quei ragazzi che mi aiuteranno a raggiungerlo", era il pensiero di Earl. Le cose però andarono diversamente e il 18 agosto 1986, completamente logoro nel fisico e dopo due partite di pre-stagione nelle quali aveva fatto molta fatica totalizzando 78 yard in 25 portate, egli convocò una conferenza stampa nella quale sorprese i Saints annunciando il proprio ritiro: "Sono un uomo, non un ragazzino. Credo che questa sia la miglior cosa, non solo per me ma anche per i Saints", le parole di commiato di Campbell.

## Eredità
Definito come un "one-man demolition team", ovvero un giocatore in grado di piegare da solo le difese avversarie, Campbell è considerato uno dei migliori power back nella storia del football. Joe Greene, uno dei più grandi defensive tackle della storia, disse che Campbell era in grado di infliggere più danni in una squadra che ogni altro running back contro cui avesse mai giocato. Il suo stile di corsa irruente e dirompente, che portò Bum Phillips a dire di lui che "non aveva alcun rispetto per il proprio corpo e per quello degli altri giocatori", lo si può intuire dalle statistiche: nelle prime 4 stagioni (e nel 1983) egli portò palla in 1 404 occasioni delle 2 187 totali, mentre nella seconda metà di carriera fu vittima di infortuni che lo portarono ad un sensibile calo prestazionale. Altre testimonianze del suo modo di interpretare il gioco, arrivano dalle parole della safety dei Cowboys Cliff Harris, uno dei più temuti colpitori a Campbell coevi, che di lui disse "Tutto quel che puoi fare è chiudere gli occhi e sperare che non ti distrugga il casco", così come arrivano da quelle della safety dei Buffalo Bills Bill Simpson, che di Campbell disse "Placcare Earl è come fermare un treno fuori controllo".
Per questo suo modo di interpretare il proprio ruolo, egli pagò un prezzo molto alto a livello fisico, tanto che nel 2009 fu ricoverato per la sua quinta operazione alla schiena dopo che gli era stata diagnosticata la stenosi spinale, e quando c'è da camminare a lungo preferisce l'ausilio della sedia a rotelle. Il suo stile di corsa molto logorante a livello fisico non gli impedì comunque di essere molto prolifico quando era in attività, tanto che al momento del suo ritiro aveva totalizzato 9 407 yard su corsa, risultato che lo posizionava al 7º posto nella classifica di tutti i tempi relativa alle yard corse.
Numerosi sono stati i running back accostati a Campbell nel corso degli anni, in particolar modo quelli che fanno di dirompenza e/o implacabilità le loro caratteristiche peculiari, come ad esempio Jerome Bettis, Adrian Peterson, Marshawn Lynch o più recentemente Eddie Lacy e Andre Williams, quest'ultimo definito "Little Earl" proprio da Campbell durante la cerimonia di premiazione dell'Heisman Trophy 2013 (andato a Jameis Winston n.d.r.).
Il 27 luglio 1991 Campbell fu indotto, al primo anno di eleggibilità, nella Pro Football Hall of Fame, terzo membro più giovane di sempre (assieme al suo idolo da giovane Dick Butkus ed in seguito assieme anche a Barry Sanders) a ricevere questo prestigiosissimo onore. Egli fu inoltre introdotto nell'Hall of Fame degli Oilers/Titans il 9 dicembre 1999, mentre già il 13 agosto 1987 aveva visto ritirare il suo numero 34 dagli ancora Houston Oilers. Numerosi furono anche gli onori ricevuti dal mondo del college, tra i quali spiccano senz'altro l'induzione nella College Football Hall of Fame nel 1990 e l'installazione di una statua di 2,7 metri, raffigurante Earl con la maglia dei Longhorns, posta dinanzi al Royal-Memorial Stadium il 9 settembre 2006. A partire dal 2013 in suo onore è stato istituito l'Earl Campbell Tyler Rose Award. Il premio viene consegnato al miglior giocatore offensivo della Division I NCAA che rispetta uno o più di uno dei seguenti criteri: essere nato in Texas, essersi diplomato in un'high school del Texas, aver giocato in un junior college o college situato nel Texas. Il giocatore deve inoltre aver dato prova di quei tratti salienti che hanno caratterizzato Earl Campbell durante la sua carriera: integrità, performance, lavoro di squadra, sportività, leadership e tenacia. Nel 1999 era stato classificato da Sporting News al 33º posto nella lista dei 100 migliori giocatori nella storia del football mentre nel 2010 fu inserito al 55º posto nella medesima classifica redatta da NFL.com. La ABC nel 2007 l'aveva inoltre inserito al 12º posto nella classifica dei 25 migliori giocatori nella storia del football collegiale.

## Record

### Record atenei
Nell'arco della sua carriera collegiale, Campbell stabilì o eguagliò i seguenti record atenei dei Longhorns:
- Maggior numero di yard corse in carriera: 4 443 (1974-77, superato da Ricky Williams nel 1998)
- Maggior numero di yard corse in una singola stagione: 1 744 (1977, superato da Ricky Williams nel 1997)
- Maggior numero di yard corse nella stagione da freshman: 928 (1974, superato da Ricky Williams nel 1995)
- Maggior numero di partite da 200 o più yard corse in carriera: 3 (1974-77, superato da Ricky Williams nel 1997)
- Maggior numero di partite da 200 o più yard corse in una singola stagione: 2 (1977, superato da Ricky Williams nel 1997)
- Maggior numero di partite da 100 o più yard corse in carriera: 22 (1974-77, superato da Ricky Williams nel 1998)
- Maggior numero di partite da 100 o più yard corse in una singola stagione: 11 (1977)
- Maggior numero di partite da 100 o più yard corse nella stagione da senior: 11 (1977)
- Maggior numero di partite da 100 o più yard corse nella stagione da freshman: 4 (1974, superato da Cedric Benson nel 2001)
- Maggior numero di partite consecutive da 100 o più yard corse in una singola stagione: 11 (1977)
- Maggior numero di partite consecutive da 100 o più yard corse nella stagione da senior: 11 (1977)
- Maggior numero di tentativi di corsa in carriera: 765 (1974-77, superato da Ricky Williams nel 1998)
- Maggior numero di tentativi di corsa nella stagione da senior: 267 (1977, superato da Ricky Williams nel 1998)
- Maggior numero di touchdown su corsa in carriera: 40 (1974-77, superato da Ricky Williams nel 1997)
- Maggior numero di touchdown su corsa in una singola stagione: 18 (1977, superato da Ricky Williams nel 1997)
- Maggior numero di touchdown su corsa in una singola partita: 4 (contro Rice nel 1977, superato da Ricky Williams nel 1997)

### Record NFL
Nell'arco della sua carriera professionistica, Campbell stabilì o eguagliò i seguenti record di lega:
- Maggior numero di vittorie del premio di Giocatore offensivo dell'Anno della NFL: 3 (1978-80)
- Maggior numero di vittorie consecutive del premio di Giocatore offensivo dell'Anno della NFL: 3 (1978-80)
- Maggior numero di gare da 200 o più yard in una singola stagione: 4 (1980)
- Maggior numero di gare da 200 o più yard consecutive: 2 (1980)
- Maggior numero di gare da 100 o più yard corse in una singola stagione: 11 (1979, superato da Eric Dickerson nel 1984)
- Maggior numero di gare da 100 o più yard consecutive corse in una singola stagione: 7 (1979, superato da Marcus Allen nel 1985)
- Maggior numero di gare da 100 o più yard corse nella stagione da rookie: 7 (1978, superato da Eric Dickerson nel 1983)
- Maggior numero di yard corse nella stagione da rookie: 1 450 (1978, superato da Ottis Anderson nel 1979)

### Record di franchigia
Nell'arco della sua carriera professionistica, Campbell stabilì o eguagliò i seguenti record di franchigia degli Oilers/Titans:
- Maggior numero di stagioni alla guida della lega in yard corse: 3 (1978-80)
- Maggior numero di stagioni consecutive alla guida della lega in yard corse: 3 (1978-80)
- Maggior numero di stagioni alla guida della franchigia in yard corse: 6 (1978-83, superato da Eddie George nel 2002)
- Maggior numero di stagioni consecutive alla guida della franchigia in yard corse: 6 (1978-83, superato da Eddie George nel 2002)
- Maggior numero di stagioni da 1 000 o più yard corse: 5 (1978-81, 1983, superato da Eddie George nel 2002)
- Maggior numero di stagioni consecutive da 1 000 o più yard corse: 4 (1978-81, superato da Eddie George nel 2000)
- Maggior numero di yard corse in carriera: 8 574 (1978-84, superato da Eddie George nel 2002)
- Maggior numero di yard corse in una singola stagione: 1 934 (1978, superato da Chris Johnson nel 2009)
- Maggior numero di yard corse nella stagione da rookie: 1 450 (1978)
- Maggior numero di yard corse dalla linea di scrimmage in carriera: 9 349 (1978-84, superato da Eddie George nel 2002)
- Maggior numero di yard corse dalla linea di scrimmage in una singola stagione: 1944 (1980, superato da Eddie George nel 2000)
- Maggior numero di partite da 100 o più yard corse in carriera: 11 (1979, superato da Chris Johnson nel 2009)
- Maggior numero di partite da 100 o più yard corse in una singola stagione: 39 (1978-84)
- Maggior numero di partite da 100 o più yard corse consecutive: 7 (1979)
- Maggior numero di tentativi di corsa in carriera: 1 979 (1978-84, superato da Eddie George nel 2002)
- Maggior numero di tentativi di corsa in una singola stagione: 373 (1980, superato da Eddie George nel 2000)
- Maggior numero di tentativi di corsa in una singola gara: 39 (contro Seattle, l'11 ottobre 1981)
- Maggior numero di touchdown in carriera: 73 (1978-84, superato da Eddie George nel 2003)
- Maggior numero di touchdown su corsa in carriera: 73 (1978-84)
- Maggior numero di touchdown in una singola stagione: 19 (1979)
- Maggior numero di touchdown su corsa in una singola stagione: 19 (1979)
- Maggior numero di touchdown su corsa nella stagione da rookie: 13 (1978)
- Maggior numero di partite consecutive con touchdown su corsa nella stagione da rookie: 13 (1978)
- Maggior numero di touchdown su corsa in una singola partita: 4 (contro Miami il 20 novembre 1978)

### Record del Pro Bowl
Nell'arco della sua carriera professionistica, Campbell stabilì o eguagliò i seguenti record dell'All-Star Game della NFL:
- Maggior numero di touchdown su corsa in carriera: 3 (1978-81, 1983, superato da Adrian Peterson nel 2011)
- Maggior numero di touchdown su corsa in una singola gara: 2 (1980, superato da Mike Alstott nel 2000)

Fonte: https://texassports_com.s3.amazonaws.com/documents/2013/12/18/07_2013bowl_records_history.pdf?id=2747,The 2013 Tennessee Titans Media Guide Archiviato il 3 ottobre 2015 in Internet Archive., Official 2012 National Football League Record & FactBook

## Palmarès

### Squadra

#### Università
- Southwest Conference Championship: 2

Texas Longhorns: 1975, 1977
- Bluebonnet Bowl: 1

Texas Longhorns: 1975

### Individuale

#### Università
- Heisman Trophy: 1

1977
- Davey O'Brien Award: 1

1977
- Chic Harley Award: 1

1977
- First-team All-American: 2

1975, 1977
- SN Giocatore dell'Anno del College Football: 1

1977
- UPI Giocatore dell'Anno del College Football: 1

1977
- Bluebonnet Bowl Offensive Player of the Game: 1

1975
- First-team All-SWC: 3

1974, 1975, 1977
- Texas Longhorns MVP: 1

1977
- Southwest Conference Newcomer of the Year (1974)
- College Football Hall of Fame (Classe del 1990)
- Texas Longhorns Hall of Fame (Classe del 1983)
- Doak Walker Legends Award (2002)
- Numero 20 ritirato dai Texas Longhorns

#### Professionisti
- MVP della NFL: 1

1979
- Giocatore offensivo dell'Anno della NFL: 3 (record)

1978, 1979, 1980
- Convocazioni al Pro Bowl: 5

1978, 1979, 1980, 1981, 1983
- First-team All-Pro: 3

1978, 1979, 1980
- Rookie offensivo dell'Anno della NFL (1978)
- Bert Bell Award: 1

1979
- PFWA MVP della NFL: 2

1978, 1979
- NEA MVP della NFL: 3

1978, 1979, 1980
- Giocatore offensivo dell'Anno della AFC: 1

1978
- UPI Giocatore offensivo dell'Anno della AFC: 1

1978
- SN Giocatore offensivo dell'Anno della AFC: 1

1978
- First-team All-AFC: 3

1978, 1979, 1980
- Second-team All-AFC: 1

1981
- PFW/PFWA Rookie offensivo dell'anno (1978)
- NEA Rookie dell'Anno della NFL (1978)

- UPI Rookie dell'Anno della AFC (1978)
- Leader della NFL in yard corse: 3

1978, 1979, 1980
- Leader della NFL in touchdown su corsa: 2

1979, 1980
- PFWA All-Rookie Team - 1978
- Formazione ideale della NFL degli anni 1970
- Formazione ideale del 100º anniversario della National Football League
- Classificato al #55 tra i migliori cento giocatori di tutti i tempi da NFL.com
- Pro Football Hall of Fame (Classe del 1991)
- Houston Oilers/Tennessee Titans Hall of Fame (Classe del 1999)
- Numero 34 ritirato dagli Houston Oilers

## Statistiche

### NCAA
Fonte: CBS Sports Archiviato il 4 marzo 2016 in Internet Archive.
|        |                 | Corse | Corse | Corse  | Corse | Corse | Corse | Corse | Ricezioni | Ricezioni | Ricezioni | Ricezioni | Totale | Totale |
| Anno   | Squadra         | P     | Ten   | Yard   | Media | Y/P   | Max   | TD    | Ric       | Yard      | Max       | TD        | Scrim  | TDT    |
| ------ | --------------- | ----- | ----- | ------ | ----- | ----- | ----- | ----- | --------- | --------- | --------- | --------- | ------ | ------ |
| 1974   | Texas Longhorns | 11    | 162   | 928    | 5,7   | 84,3  | 68T   | 6     | --        | --        | --        | --        | 928    | 6      |
| 1975   | Texas Longhorns | 11    | 198   | 1 118† | 5,6   | 101,6 | 61T   | 13†   | --        | --        | --        | --        | 1 118  | 13†    |
| 1976   | Texas Longhorns | 7     | 138   | 653    | 4,7   | 93,2  | 83    | 3     | 1         | 17        | 17        | 0         | 670    | 3      |
| 1977   | Texas Longhorns | 11    | 267†  | 1 744† | 6,5†  | 158,5 | 58T   | 18†   | 5         | 111       | 60T       | 1         | 1 855† | 19†    |
| Totale | Totale          | 40    | 765   | 4 443  | 5,8   | 111,0 | 83    | 40    | 6         | 128       | 60        | 1         | 4 571  | 41     |

† Leader stagionale NCAA
† Leader stagionale SWC

### NFL
Fonte: NFL.com
|        |                    | Corse | Corse | Corse  | Corse | Corse  | Corse | Corse | Ricezioni | Ricezioni | Ricezioni | Ricezioni | Fumble | Fumble     | Totale | Totale |
| Anno   | Squadra            | P     | Ten   | Yard   | Media | Y/P    | Max   | TD    | Ric       | Yard      | Max       | TD        | Fum    | Recuperati | Scrim  | TDT    |
| ------ | ------------------ | ----- | ----- | ------ | ----- | ------ | ----- | ----- | --------- | --------- | --------- | --------- | ------ | ---------- | ------ | ------ |
| 1978   | Houston Oilers     | 15    | 302   | 1 450† | 4,8   | 96,7†  | 81T†  | 13    | 12        | 48        | 20        | 0         | 9      | 2          | 1 498  | 13     |
| 1979   | Houston Oilers     | 16    | 368   | 1 697† | 4,6   | 106.1† | 61T   | 19†   | 16        | 94        | 46        | 0         | 8      | 2          | 1 791  | 19†    |
| 1980   | Houston Oilers     | 15    | 373†  | 1 934† | 5,2†  | 128,9† | 55T   | 13†   | 11        | 47        | 10        | 0         | 4      | 3          | 1.981† | 13     |
| 1981   | Houston Oilers     | 16    | 361   | 1 376  | 3,8   | 86,0   | 43    | 10    | 36        | 156       | 17        | 0         | 10     | 2          | 1 532  | 10     |
| 1982   | Houston Oilers     | 9     | 157   | 538    | 3,4   | 59,8   | 22    | 2     | 18        | 130       | 46        | 0         | 2      | 1          | 668    | 2      |
| 1983   | Houston Oilers     | 14    | 322   | 1 301  | 4,0   | 92,9   | 42    | 12    | 19        | 216       | 66        | 0         | 4      | 0          | 1 517  | 12     |
| 1984   | Houston Oilers     | 6     | 96    | 278    | 2,9   | 46,3   | 22    | 4     | 3         | 27        | 15        | 0         | 2      | 2          | 305    | 4      |
| 1984   | New Orleans Saints | 8     | 50    | 190    | 3,8   | 23,8   | 19    | 0     | --        | --        | --        | --        | 0      | 0          | 190    | 0      |
| 1985   | New Orleans Saints | 14    | 158   | 643    | 4,1   | 40,2   | 45    | 1     | 6         | 88        | 39        | 0         | 4      | 0          | 731    | 1      |
| Totale | Totale             | 115   | 2.187 | 9 407  | 4,3   | 81,8   | 81    | 74    | 121       | 806       | 66        | 0         | 43     | 11         | 10 213 | 74     |

† Leader stagionale NFL
† Record di franchigia degli Oilers/Titans

## Vita privata
Campbell è dal 1980 marito di Reuna, di un anno più giovane di lui, conosciuta ai tempi dell'high school e sposata con rito cristiano battista. Dalla loro unione sono nati due figli, Earl Christian II e Tyler.
Dopo essersi ritirato dal mondo del football egli ha aperto una propria attività di successo, la Earl Campbell Meat Products, Inc., di cui è presidente, azienda che vende vari tipi di carne e salse da barbecue. Egli è inoltre assistente speciale del Direttore Atletico dell'Università del Texas. Al suo secondogenito Tyler, oggi a fianco del padre nella direzione dell'azienda, quando giocava a football per la San Diego State University venne diagnosticata la sclerosi multipla, evento che lo ha portato assieme al padre a divenire ambasciatore della National MS Society, per la quale organizzano raccolte fondi per la ricerca.
Dai problemi derivati dal football Campbell ereditò anche problemi di dipendenza da alcool ed antidolorifici (dopo il quinto intervento alla schiena iniziò a mischiare l'uso di Vicodin e Oxycontin con la Budweiser), tanto da essere spinto dai figli ad entrare in un centro di riabilitazione dal quale è uscito con successo nel 2009. Il programma di recupero che durava 28 giorni, fu completato con successo da Earl in 44.